# Верхний Шавляш
Верхний Шавляш — деревня в Кунгурском муниципальном районе Пермского края России. Входит в состав Троельжанского сельского поселения.

## География
Деревня находится в юго-восточной части края, на берегах реки Шавляш, на расстоянии приблизительно 19 километров (по прямой) к западу от города Кунгура, административного центра района. Абсолютная высота — 165 метров над уровнем моря.
Климат
Климат характеризуется как умеренно континентальный, с продолжительной многоснежной холодной зимой и коротким умеренно тёплым летом. Среднегодовая температура воздуха — 1,3 °С. Средняя многолетняя температура самого холодного месяца (января) составляет −15,6 °С, температура самого тёплого (июля) — 17,8 °С. Продолжительность безморозного периода составляет 113 дней. Среднегодовое количество осадков — 539 мм. Снежный покров держится в среднем около 170—180 дней в году.

## Население
| 2010 |
| ---- |
| 0    |